# Walter Veltroni
Walter Veltroni (ur. 3 lipca 1955 w Rzymie) – włoski polityk, były lider Partii Demokratycznej, burmistrz Rzymu, a także deputowany.

## Życiorys

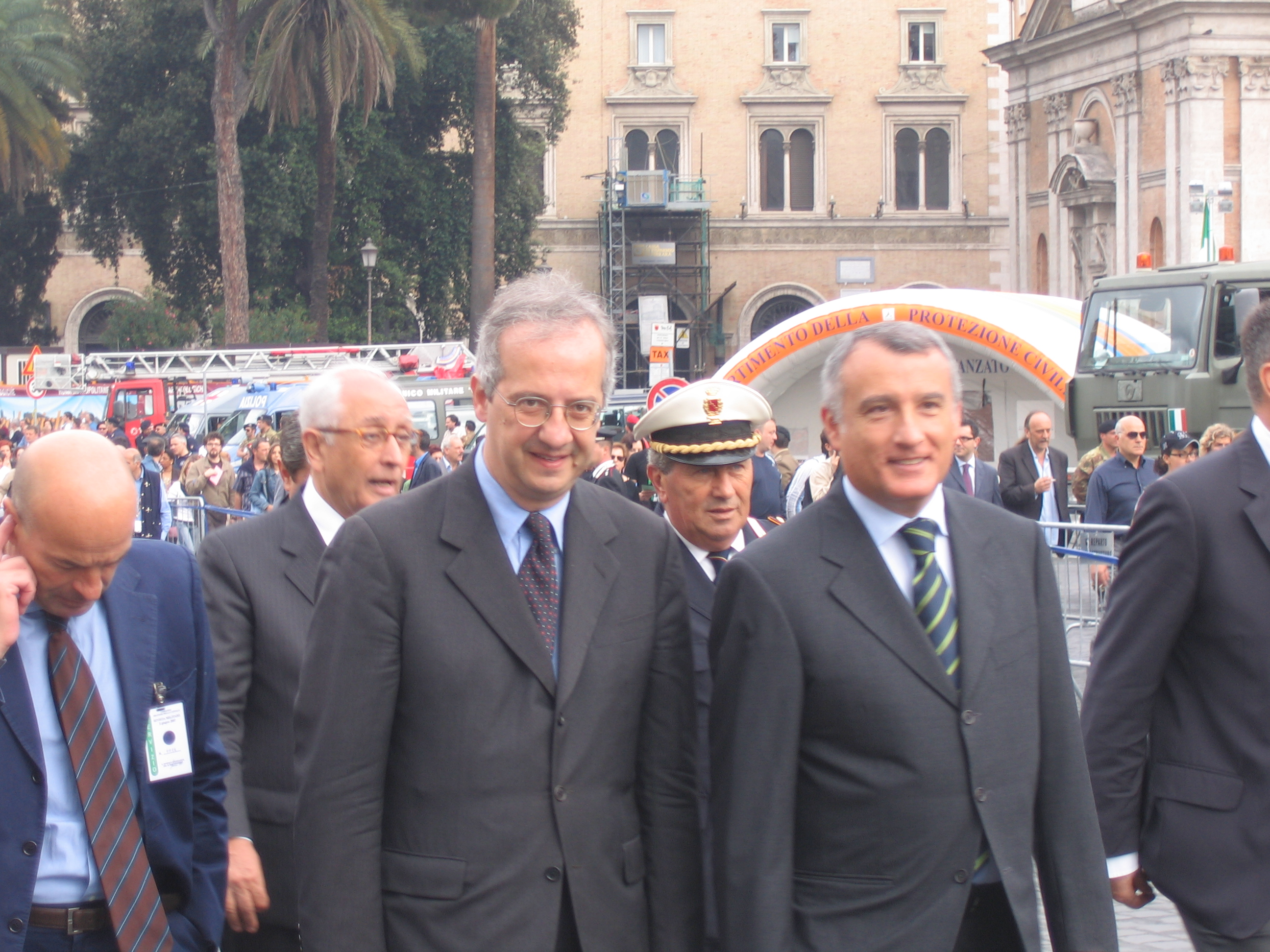
Walter Veltroni (w środku) w 2007

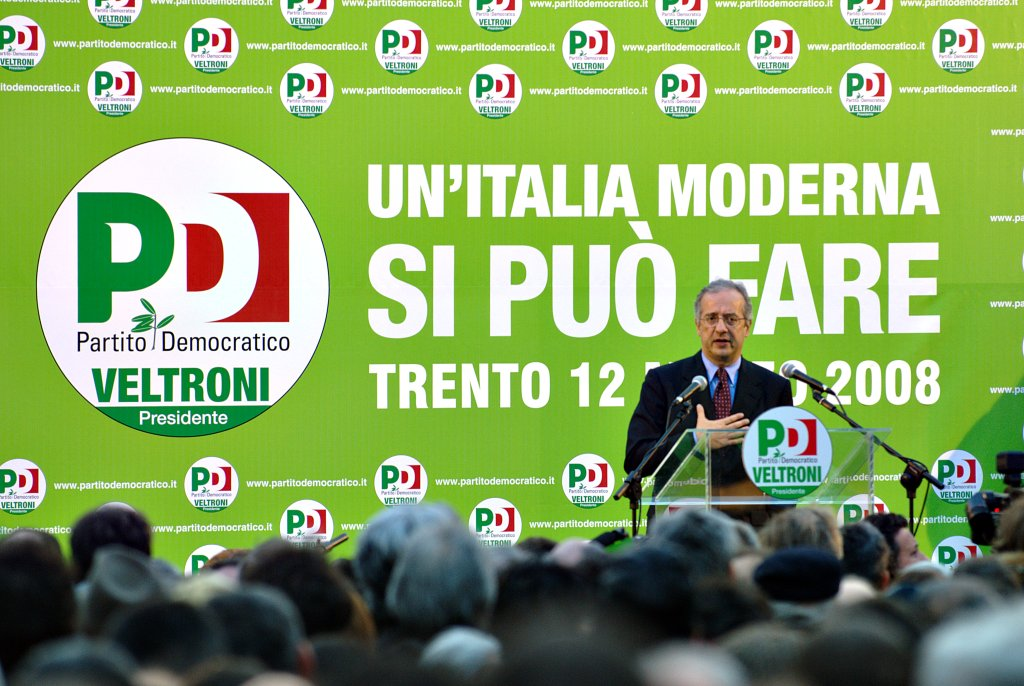
Walter Veltroni w czasie kampanii wyborczej w 2008

Jego ojciec Vittorio Veltroni w latach 50. był menedżerem w telewizji RAI. Matka była córką Cirila Kotnika, słoweńskiego ambasadora Królestwa Jugosławii przy Stolicy Apostolskiej.
W wieku 15 lat Walter Veltroni wstąpił do komunistycznej młodzieżówki (Federazione Giovanile Comunista Italiana). W 1976 jako członek Włoskiej Partii Komunistycznej został wybrany radnym Rzymu. W radzie miejskiej zasiadał do 1981. W 1987 został po raz pierwszy wybrany do Izby Deputowanych. W niższej izbie parlamentu włoskiego zasiadał do 2001 jako poseł X, XI, XII, XIII i XIV kadencji.
Jako członek sekretariatu krajowego PCI od 1988 brał udział w przekształceniu jej w 1991 w postkomunistyczną Demokratyczną Partię Lewicy. Będąc zawodowym dziennikarzem, od 1992 do 1996 pełnił funkcję redaktora naczelnego oficjalnej gazety PDS – „L'Unità”. Opublikował liczne artykuły i książki na tematy dotyczące muzyki, spraw socjalnych, polityki, biografii, tworzył również fikcję literacką.
Od 17 maja 1996 do 21 października 1998 zajmował w rządzie Romano Prodiego stanowiska wicepremiera i ministra kultury. W 1998 po odejściu z rządu stanął na czele Demokratów Lewicy (partii powstałej z przekształcenia Demokratycznej Partii Lewicy), zastępując nowego premiera Massima D’Alemę. Partią tą kierował do 2001. W latach 1999–2004 sprawował mandat deputowanego do Parlamentu Europejskiego.
W 2001 wygrał wybory na urząd burmistrza Rzymu. Pokonał Antonia Tajaniego, kandydata Forza Italia. W 2006 ponownie został wybrany burmistrzem Rzymu. W głosowaniu otrzymał 61,4% głosów, pokonując Gianniego Alemanno z Sojuszu Narodowego. Ze stanowiska zrezygnował 13 lutego 2008, by zaangażować się w kampanię wyborczą przed wyborami parlamentarnymi.
W maju 2007 powołano we Włoszech komitet organizacyjny Partii Demokratycznej, ugrupowania, które na celu miało zjednoczenie ruchu centrolewicowego, skupionego dotychczas w koalicji Drzewo Oliwne. Walter Veltroni od początku był uznawany za jednego z najodpowiedniejszych kandydatów na stanowisko jej sekretarza (lidera partii). W czerwcu 2007 Piero Fassino, lider Demokratów Lewicy, publicznie wezwał go do ubiegania się przywództwo, oferując mu poparcie swojej partii. Walter Veltroni oficjalnie ogłosił swój udział w wyborach lidera nowej partii w tym samym miesiącu na wiecu w Turynie. Sekretarzem Partii Demokratycznej został mianowany na jej kongresie założycielskim 14 października 2007. Objął to stanowisko dzięki wygraniu głosowania, odbywającego się w całych Włoszech tego samego dnia. W głosowaniu mogli wziąć udział wszyscy obywatele powyżej 16 roku życia i po wniesieniu opłaty w wysokości 1 euro. Zdobył 75,1% spośród około 2,5 mln wszystkich oddanych głosów, pokonując m.in. minister Rosy Bindi.
W przedterminowych wyborach parlamentarnych w 2008 blok PD i jej koalicjanta Włochy Wartości przegrał z Ludem Wolności Silvia Berlusconiego i jego sojusznikami. Kierowana przez Waltera Veltroniego partia zajęła drugie miejsce, zdobywając 37,6% głosów poparcia, przechodząc tym samym do opozycji. Lider PD uzyskał w tym głosowaniu mandat posła do Izby Deputowanych XVI kadencji, wykonywał go do 2013.
17 lutego 2009 zrezygnował ze stanowiska sekretarza PD po kolejnej porażce tej partii, tj. przegranych wyborach lokalnych na Sardynii. Cztery dni później na jego następcę został wybrany Dario Franceschini.

## Odznaczenia i wyróżnienia
W 2003 otrzymał doktorat honoris causa John Cabot University w Rzymie. W 2005 został uhonorowany przez prezydenta Carla Azeglia Ciampiego Orderem Zasługi Republiki Włoskiej I klasy.

## Publikacje
- 1977: Il PCI e la questione giovanile,
- 1978: A dieci anni dal'68. Intervista con Achille Occhetto,
- 1981: Il sogno degli anni sessanta,
- 1982: Il calcio è una scienza da amare,
- 1990: Io e Berlusconi (e la Rai),
- 1992: I programmi che hanno cambiato l’Italia,
- 1992: Il sogno spezzato. Le idee di Robert Kennedy,
- 1992: La sfida interrotta. Le idee di Enrico Berlinguer,
- 1994: Certi piccoli amori,
- 1995: La bella politica,
- 1997: Certi piccoli amori 2,
- 1997: Governare da sinistra,
- 2000: I care,
- 2000: Forse Dio è malato. Diario di un viaggio africano,
- 2003: Il disco del mondo. Vita breve di Luca Flores, musicista,
- 2004: Senza Patricio,
- 2006: La scoperta dell'alba,
- 2007: Che cos'è la politica?,
- 2007: La nuova stagione. Contro tutti i conservatorismi.